# The Explosion
The Explosion és un grup de punk rock estatunidenc format a Boston. El 13 de febrer de 2007 el grup va anunciar que havia deixat Virgin Records i el 30 d'abril de 2007 que es dissolia. El 4 de setembre de 2007 va fer el seu darrer concert a Nova York, tot i que posteriorment ha realitzat algun concert de reunió.

## Història
Matt Hock i Damian Genuardi van conèixer David Walsh a través de Rama Mayo, propietari del segell independent Big Wheel Recreation i van formar The Explosion a la tardor de 1998. Van editar 250 còpies d'una maqueta abans d'anar de gira amb Kid Dynamite. Un roadie va donar a conèixer la maqueta a la discogràfica Jade Tree Records, que va fitxar el grup i va publicar un EP homònim l'any 2000 que conté les cançons de la maqueta.
El seu àlbum de llarga durada de debut, Flash Flash Flash amb Jade Tree, es va publicar amb crítiques favorables i The Explosion va començar a recórrer els Estats Units d'Amèrica i Europa acompanyant grups com Sick of it All, AFI, The Nerve Agents, Avail, Leatherface, U.S. Bombs, Alkaline Trio, The Queers, Social Distortion, Tiger Army, The International Noise Conspiracy, Rocket From the Crypt i Joe Strummer. També va formar part del Warped Tour els anys 2001 i 2005. La cançó de l'àlbum «Points west» va aparèixer a la versió per a PC del joc True Crime: Streets of LA.
El 2003 va publicar un EP titulat Sick of Modern Art amb el seu propi segell discogràfic, Tarantulas Records. Posteriorment, The Explosion va signar amb Virgin Records, que va distribuir Sick of Modern Art . El seu àlbum Black Tape va ser enregistrat a Cider Mountain Recorders per C. Phillips i J. Hehn, i va ser publicat per Virgin el 5 d'octubre de 2004. Les cançons d'aquest àlbum van aparèixer en diversos videojocs com Tony Hawk's Underground i la seva seqüela, Midnight Club 3: Dub Edition i NFL Street 2. El 21 d'octubre de 2004, van actuar en directe al programa Late Night with Conan O'Brien.
The Explosion va enregistrar el seu segon treball discogràfic amb Virgin Records el 2006, però va quedar sense publicar. El març de 2008 es va anunciar que el disc, titulat Bury Me Standing, es publicaria amb el nou segell Paper + Plastick tot i que, finalment, l'àlbum no es va publicar. El desembre de 2011 es va anunciar que Chunksaah Records, el segell dirigit pels amics de The Explosion The Bouncing Souls, publicaria l'àlbum el 14 de febrer de 2012.
El 2 de desembre de 2011 es va anunciar que el grup faria un únic concert amb The Bouncing Souls el 28 de desembre de 2011 a l'Asbury Park de Nova Jersey, com a part de la cinquena edició de Home For The Holidays. L'1 d'abril de 2014 es va anunciar una aparició al festival anual This Is Hardcore de Filadèlfia. The Explosion va fer el seu tercer concert de reunió a l'Asbury Park el 29 de juliol de 2016. El 8 de maig de 2019 Bad Religion va anunciar que The Explosion els faria de teloners en la seva propera gira.

## Discografia

### Àlbums d'estudi
- Flash Flash Flash (2000, Jade Tree)
- Black Tape (2004, Virgin Records)
- Bury Me Standing (2008, Paper + Plastick Records)

### EP
- The Explosion (2000, Jade Tree)
- Steal This (2000, Revelation Records)
- Sick of Modern Art (2003, Tarantulas)
- Red Tape (2005, Tarantulas)